# Амедео Мінґі
Амеде́о Мі́нґі — італійський кантауторе, співак та композитор.
Опублікував 29 альбомів, серед яких 19 студійних, 5 відкритих та 3 збірки.

## Біографія

### Перші кроки
Після того, як Амедео здійснює пробу з маестро Стелвіо Чіпріані (Stelvio Cipriani), з ним укладає контракт лейбл
«Dischi Ricordi», де він записує у 1966 сорокоп'ятку з піснями Alla fine та Ma per fortuna (обидві з текстами Могола), які також передавались
у телевізійній програмі «Scala Reale», але не завоювали успіху.
У наступному році записує кавер Dove credi di andare Серджіо Ендріго (Sergio Endrigo), який увійшов до компіляції Dischi Ricordi присвяченої пісням з Фестивалю Санремо, після чого припиняється контракт з лейблом.
У 1970 знайомиться з
Едоардо Вйанелло та переходить до його фірми грамзапису 'Apollo, а отже починає писати пісні для гурту I Vianella, такі як успішна Vojo er canto de 'na canzone, Canto d'amore di Homeide та Fijo mio; останню можна розглядати як перший справжній успіх автора тексту Франко Каліфано.
На Аполло публікує також сингл та свій перший альбом Amedeo Minghi (1973), з текстами написаними Едоардо Де Анджелісом (Edoardo De Angelis) (з яким Мінґі співпрацював у подальшому багато років), Франческо Де Ґреґорі та Карлою Вістаріні (Carla Vistarini), який однак не отримав великого успіху.
Упродовж сімдесятих та вісімдесятих працює композитором для інших співаків: для гурту Schola Cantorum пише La fantasia (з текстом Едоардо Де Анджеліса),
Для Марізи Санн'ї (Marisa Sannia) Il mio mondo, il mio giardino (текст Франческо Де Ґреґорі та Едоардо Де Анджеліса), для Джанні Моранді Solo all'ultimo piano (текст Могола), для Марчелли Белли (Marcella BellaCamminando e cantando, для Анни Окси (Anna Oxa) Toledo, для Міа Мартіні (Mia Martini) Ma sono solo giorni та Io e la musica.

## "Пандемоніум" та період CBS
У 1975 входить до групи Пандемоніум (Pandemonium), для якої також пише декілька пісень, серед яких Sicura, L'isola і передусім L'immenso,
пісня яка піднесе його на вершину всіх міжнародних хіт-парадів у більш ніж 15 версіях (El inmenso, Allein mit dir).
З Пандемоніумом бере у 1977 участь у запису альбому ...E adesso andiamo a incominciare
Габріелли Феррі (Gabriella Ferri).
Залишає групу у 1978 й підписує контракт з CBS, з якою публікує у 1980 свій другий диск Minghi, співпрацюючи щодо текстів ще раз з Де Анджелісом та іншим текстярем Аделіо Кольяті (Adelio Cogliati); сингл Di più, що передував альбому, досяг непоганого успіху.
Зневірений мізерним просуванням альбому та останнього синглу Qualcuno (текст художника Анджело Ді Санто (Angelo Di Santo)), яке здійснювала фірма грамзапису, переходить до лейблу It, де знайомиться з текстярем та музикантом Ґайо Кйокйо (Gaio Chiocchio), з яким починає співпрацю, що триватиме чотири роки і створить декілька важливих для творчості Мінґі пісень.

### 1950
У 1983 Мінґі бере участь у Фестивалі Санремо, змагаючись з 1950, однією з найцікавіших пісень на Санремо того сезону.
Однак пісня не перемогла, бо у тому ж році Тото Кутуньо виступав з своєю L'italiano.
Ця пісня пізніше була відновлена Джанні Моранді, і на сьогодні вона вважається однією з найкращих пісень Амедео Мінґі.
Перейшовши до RCA Italiana, публікує у 1984 Q disc Quando l'estate verrà та у 1986 Cuori di pace, наступний
Serenata записує на лейблі Durium.

### Успіх
У 1988 підписує контракт з Fonit-Cetraдавши цим початок серії гучних успіхів, що завдячує також використанню лірики поета Пасквале Паули (Pasquale Payla).
У 1989 публікує La vita mia та відкриває довгий театральний тур «Forse sì musicale», після чого приводить до тріумфу нову велику виконавицю М'єтту (Mietta) з піснею Canzoni. З нею вона перемогла не лише у категорії «Нові» на Санремо, але також отримала премію критики, а вподальшому платиновий диск та срібного телекота як музичне відкриттю року.
В цей період Мінґі винаходить формулу музика+монологи, де артист визначає свою сутність через музику: його «cantar d'amore» — це лише музична тема повсякденного життя, суспільного життя без звернення до повчальних пісень, історій, які завжди співаються, але ніколи не читаються в глибокому та справжньому почутті кохання.
У 1990 Мінґі досягає успіху з Vattene amore(відоміша як «trottolino amoroso», яку співає разом з М'єттою). Пісня, окрім завоювання третього місця на Санремо, десяти платинових дисків і золотого телекота, стає однією з найславетніших творів в історії італійської пісняра дозволяє двом своїм виконавцям впевнено іменуватись головними персонами італійської музики дев'яностих.
Поза просуванням власного диску Amedeo Minghi in concerto по рейтингах продажів, музиканнт співпрацює з М'єттою над її дебютним альбомом Canzoni, який отримав 6 платинових дисків за 600000 проданих копій.
У 1991 повертається у Санремо з Nenè (Endless Night англійська версія довірена Бонні Тайлеру(Bonnie Tyler)) та Dubbi no, яку виконувала М'єтта та Лео Сеєр). Nenè стала назвою подвійного альбому, опублікованого після фестивалю, який складався окрім неї, з деяких концертних та інших реаранжованих пісень.
У ці роки реалізується й інша музична діяльність Мінґі: написання звукових доріжок для телевізійних казок Fantaghirò (Фантагаро) (пісня Mio nemico, яку співає Россана Казале (Rossana Casale)), La principessa e il povero, Desideria e l'aylo del drago, Sorellina e il principe del sogno (режисер Ламберто Бава (Lamberto Bava)).
У 1992 публікує пісню I ricordi del cuore, написана та виконана для першої італійської мильної опери Edera (транслювалась «П'ятим каналом» (Canale 5), видана Тітанусом (Titanus)). Однойменний альбом був проданий більш ніж у 500 000 копіях.
Наступні дві участі у Санремо: Notte bella, magnifica (1993) та Cantare è d'amore (1996).
У 1997 публікує у Латинській Америці альбом Cantar es de amor, іспанська версія альбому Cantare è d'amore який понад те містить ще три історичні пісні автора іспанською: La vita mia, Marì e Gelosi amori miei.
Дає концерти в Бразилії, де публіка та медіа приймають його з ентузіазмом, збереженим для великих світових поп та рок зірок. Це стало причиною публікації двох альбомів (один антологічний), які були продані більш ніж у 250 000 копіях, що піднесло ім'я Амедео Мінґі на вершини хіт-парадів по всій Південній Америці. Водночас ринки Іспанії та всієї Північної Європи на чолі з Голландією починають подавати ознаки конкретної цікавості до Мінґі.
Кінець тисячоліття Амедео Мінґі вітає піснею Un uomo venuto da lontano (Людина, що прийшла здалека) присвяченою папі Івану Павлу II.
Він виконує твір у присутності первосвященика разом з піснею Gerusalemme, замовленою Ватиканом з оказії 2000 року.
Головним чином з Gerusalemme був пов'язаний проект: виконати пісню на Святій Землі поблизу стіни разом зі співаком гебреєм та палестинцем на знак зустрічі народів.
Наступні альмбоми Decenni (1998), Anita (2000), L'altra faccia della luna (2002), написані у співпраці з Паоло Аудіно (Paolo Audino) та Стефано Борджіа (Stefano Borgia).

## Нове тисячоліття
У 2004 стає автором пісні для Андреа Бочеллі (Per noi.
В новій збірці публікує свою пісню Cosi sei Tu виконану у дуеті з московською співачкою Діаною Гурцкая та показаною в Москві у Кремлівському театрі. Вона також є звуковою доріжкою до фільму L'allenatore nel pallone 2.
У 2006 пише свою першу автобіографічну книгу L'ascolteranno gli americani (Слухають американці), видану Rai-Eri.
У зв'язку з участю у Фестивалі Санремо 2008 з піснею Cammina cammina, виходить концертний CD 40 anni di me con voi (49 років мене з вами) з концертом, який відбувся 2 лютого 2008 у Римському аудиторіумі примирення.

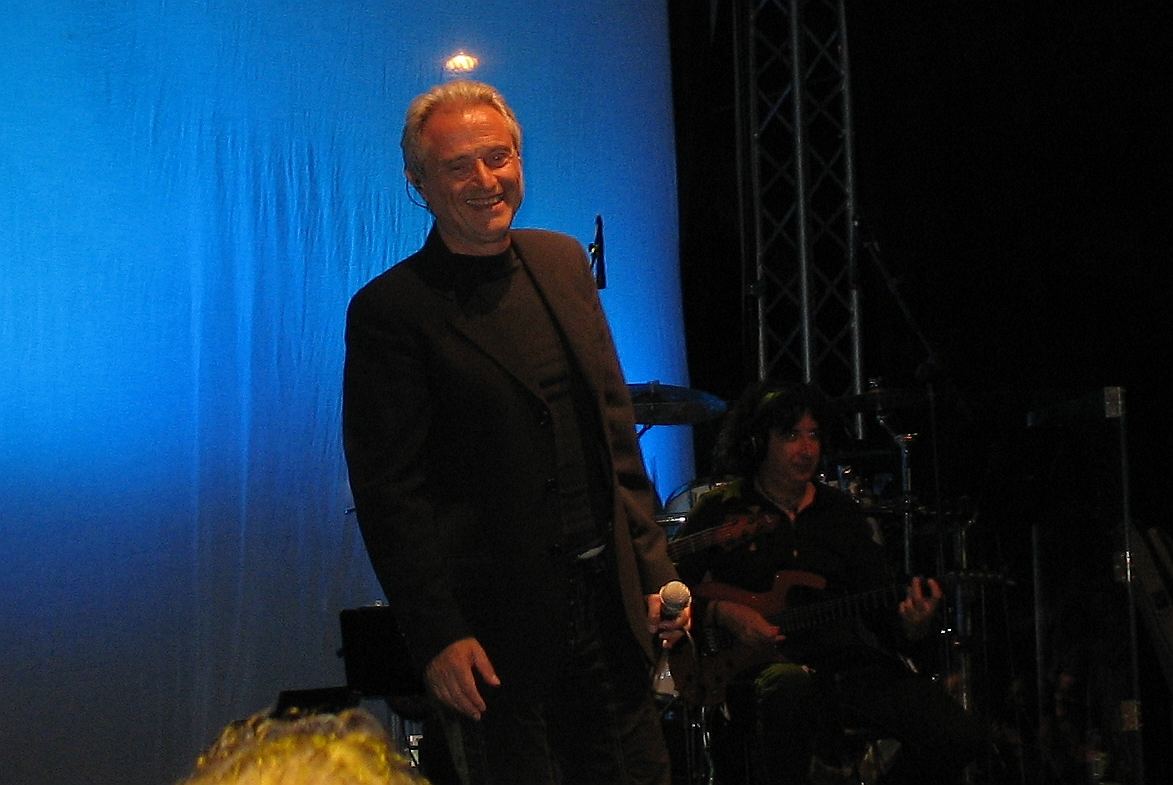
Мінґі на концерті влітку 2009

27 березня 2009, за рік після CD, виходить також dvd з тим самим концертом: All'Auditorium. L'ascolteranno gli americani. Концерт, що охоплює 40 років кар'єри римського кантауторе транслюється Raiuno відповідний dvd розповсюджується також у версії бокссету у одній коробці з CD та антологією.
У тому ж році співає в останньому альбомі Клаудіо Бальоні (Claudio Baglioni) Q.P.G.A., в пісні Mia libertà.
У 2009 Мінґі бере участь як автор у реалізації проекту Terradimani.
З жовтня 2009 до квітня 2010 був зайнятий у турі Di canzone in canzone tour;
У 2010 публікує дует з Ландо Фйоріні (Lando Fiorini) в пісні Fijo mio, що міститься в альбомі Ti presento Roma mia того ж Фйоріні. що вийшов наприкінці жовтня 2010.
У 2011 Мінґі був зайнятий працею над звуковою доріжкою для Anita Garibaldi Rai, фільмування почалось 18 квітня2011 .
Тоді ж 11 квітня 2011 передбачався вихід DVD Un uomo venuto da lontano та CD з концертом, присвяченим папі Івану Павлу II.

## Участь у Фестивалі Санремо
- Пісенний фестиваль «Санремо» 1983: Амедео Мінґі, 1950 (Ґайо Кйокйо — Амедео Мінґі)
- Festival di Sanremo 1985: як гість з Катею Річчареллі (Katia Ricciarelli) Il profumo del tempo (Ґайо Кйокйо — Амедео Мінґі)
- Festival di Sanremo 1985: автор для Лаури Ланді (секція Нові Пропозиції) con il brano Firenze, piccoli particolari (Ґайо Кйокйо — Амедео Мінґі)
- Festival di Sanremo 1989: Автор для М'єтти з Canzoni (п. Панелла А. Мінґі)
- Festival di Sanremo 1990: Амедео Мінґі з М'єттою, Vattene amore (Амедео Мінґі) 3º місце.
- Festival di Sanremo 1991: Амедео Мінґі , Nenè (Амедео Мінґі) та як автор для М'єтти з Dubbi no (П.Паула — А. Мінґі)
- Festival di Sanremo 1993: Амедео Мінґі , Notte bella magnifica (Амедео Мінґі)
- Festival di Sanremo 1996: Амедео Мінґі , Cantare è d'amore (Пасквале Паула — Амедео Мінґі))
- Festival di Sanremo 2000: Амедео Мінґі з Маріеллою Навою, Futuro come te (Маріелла Нава — Амедео Мінґі)
- Festival di Sanremo 2003: Амедео Мінґі , Sarà una canzone (Амедео Мінґі)
- Festival di Sanremo 2007: продюсер La ballata di Gino внесена на змагання Khorakhanè
- Festival di Sanremo 2008: Амедео Мінґі, Cammina cammina (Амедео Мінґі- Джузеппе Маркуччі)

## Італійська дискографія

### Офіційні альбоми
- 1973: Amedeo Minghi (Apollo DZSLA-55165)
- 1980: Minghi (CBS 84156)
- 1983: 1950 (It ZPLT 34186)
- 1984: Quando l'estate verrà (RCA Italiana PG 70349)
- 1986: Cuori di pace (RCA Italiana PL 71141)
- 1987: Serenata (Durium ms al 77471)
- 1988: Le nuvole e la rosa (Fonit Cetra LPX 210)
- 1989: La vita mia (Fonit Cetra LPX 238) (Live)
- 1990: Amedeo Minghi in concerto (Fonit Cetra TLPX 268) (Live)
- 1991: Nene' (Fonit Cetra TAL 1002)
- 1991: Fantaghiro' (Soundtrack) (Mercury 510989-2)
- 1992: I ricordi del cuore (Fonit Cetra TDL315)
- 1993: Dallo Stadio Olimpico di Roma (live) (Fonit Cetra TAL1007)
- 1994: Come due soli in cielo (Fonit Cetra TLPX 380)
- 1995: Come due soli in cielo "Il racconto" (Live) (Fonit Cetra TCDL390)
- 1996: Cantare è d'amore (EMI Italiana 7243 8 37750 2 6)
- 1996: Il fantastico mondo di Amedeo Minghi (Soundtrack) (EMI-PDU CD30046)
- 1998: Decenni (1998) (EMI Italiana 7243 4 95074 0 1)
- 1999: Minghi Studio Collection (EMI Italiana 7243 5 23365 2 4)
- 2000: Minghi Studio Collection (Edizione sanremese) (EMI Italiana 7243 5 25462 2 0)
- 2000: Anita (EMI Italiana 7243 5 00000 2 0)
- 2002: L'altra faccia della luna (EMI Italiana 7243 5 41570 2 8)
- 2003: L'altra faccia della luna (Edizione sanremese) (EMI Italiana 7243 5 82561 2 3)
- 2005: Su di me (EMI Italiana 07243 563503 2 8)
- 2005: Sotto l'ombrellone con Lino Banfi (Delta Dischi 032745 720884)
- 2006: The Platinum collection EMI Italiana
- 2008: 40 anni di me con voi Halidon
- 2008: L'allenatore У pallone 2 (Soundtrack) Warner Chappell Music 5051442630022
- 2011: Un uomo venuto da lontano Відкритий концерт 22 травня 2003 all'Auditorium Parco della Musica di Roma присвячений Івану Павлу II + video (Itwhy)

### Офіційні сингли
- Alla fine/Ma per fortuna (1966) (Dischi Ricordi SRL-10445)
- Denise/T'amerei (1972) Apollo ZA-50205
- L'immenso/L'isola (1976) RCA Italiana TPBO-1251
- Di più/Prima che sia rumore (1979) CBS 7239
- Sicuramente tu/Ti volevo cantare (1980CBS 8319
- Qualcuno/Qualcuno parte 2° (1981) CBS A-1363
- 1950/Sottomarino (1983) It ZBT-7318
- Flash back/All'ombra della grande quercia (1984) RCA Italiana BB 6735; lato B eseguito dall'orchestra del maestro Carlo Esposito
- Quando l'estate verrà/Emanuela ed io (1984) RCA Italiana PB 6761
- Il profumo del tempo/C'era una volta la terra mia (1985) RCA Italiana PB 6807 (con Katia Ricciarelli)
- La musica/Vento disperato (1985) RCA Italiana PB 40111
- Anni '60//Nell'inverno (1987) Durium ld A 8224
- Vattene amore (con Mietta)/Vattene amore (solo Mietta) (1990) Fonit Cetra SP 1888
- Nenè/Primula (1991) Fonit Cetra SP 1900
- Futuro come te (з Маріеллою Навою) (2000) EMI Italiana 7243 8 88347 2 8
- Sara' una canzone (2003) EMI Italiana 7243 52028 2 6

### Неофіційні збірки
- Amedeo Minghi (1989) (Rca)
- Comunicazioni sentimentali (1994) (Bmg)
- La musica (1997) (Rca/Bmg)
- I grandi successi (1999) (Rca/Bmg)
- I Miti (2001) (Bmg)
- I numeri 1 (2003) (Rca/Bmg Ricordi)
- Amedeo Minghi (2006) (Rca/Sony Bmg)
- Collections (2009) (Sony)
- Flashback - I grandi successi originali (2009) (Rca/Bmg Ricordi)
- Le canzoni i miei successi (2011) (Rca/Bmg Ricordi)

## Автор
- М'єтта:
  - «Canzoni», 1989
  - «Vattene amore», 1990
  - «La farfalla», 1990
  - «L'amore», 1990
  - «L'immenso», 1990 (P.1976)
  - «Dubbi no», 1991
  - «L'amore esagera», 1991;
- міа Мартіні:
  - «Ma sono solo giorni», 1976
  - «Io e la musica» 1990;
- The Pennies (The Five Pennies opera):
  - «Photograph», 1971;
- Анна Окса:
  - «Toledo», 1981;
- Марчелла Белла:
  - «Camminando e cantando», 1979
  - «Era un sogno», 1979
  - «Io non so», 1979;
- Россана Казале:
  - «Mio nemico», 1992;
- Андреа Бочеллі:
  - «Per noi», 2004;
- Джанні Моранді:
  - «Solo all'ultimo piano», 1983
  - «Romanzo d'appendice», 1984
  - «1950», 1985 (P.1983);
- Ріккі е Повері:
  - «Penso sorrido e canto», 1974;
- Ріта Павоне:
  - «Ti perdo e non vorrei», 1977;
- I Pandemonium:
  - «Sicura», 1976
- Ландо Фйоріні:
  - «L'ultima notte d'occupazione», 1984
  - «Prima dell'amore», 1991
- Лаура Ланді:
  - «Firenze, piccoli particolari», 1985;
- Марина Арканджелі:
  - «Io vivo», 1983
  - «Per fare l'amore», 1984.
- Andrea Andrea:
  - «Passami vicino (Città bianca)», 1982
  - «Un amico così», 1982
- I Viayla:
  - «Vojo er canto de 'na canzone», 1971
  - «Fijo mio», 1973
  - «Io te vojo bene», 1973
  - «Paese fai tenerezza», 1973
  - «Roma mia», 1973
  - «San Francesco», 1973
  - «Canto d'amore di Homeide», 1973
  - «Agricoltura», 1973
  - «Il leone», 1973
  - «Uomo», 1973
  - «La mela», 1974
  - «Volo di rondine», 1974
  - «La vita de campagna», 1974
  - «Noi nun moriremo mai», 1974
  - «Coraggio amore mio», 1976
  - «La lavannara e er principe», 1976

## Home Video / DVD
- Forse si' musicale (Live) (1990) — VHS
- Amedeo Minghi in concerto in Santa Maria in Trastevere (Live) (1991) — VHS
- Dallo stadio Olimpico (Live) (1993) — 2 VHS
- Cantare è d'Amore (Live) (1996) — VHS
- Anita (Live) (2001) — VHS
- Un uomo venuto da lontano (Live) (2006) — DVD
- Amedeo Minghi. All'Auditorium. L' ascolteranno gli americani (2009) — DVD
- Un uomo venuto da lontano (2011) — DVD

## Відеокліпи
- «Vattene amore», 1990
- «Primula», 1990
- «Nenè», 1991
- «I ricordi del cuore», 1992
- «Vivere vivere», 1992
- «Notte bella, magnifica», 1993
- «Cantare è d'amore», 1996
- «Di canzone in canzone», 1996
- «Decenni», 1998
- «Un uomo venuto da lontano», 1998
- «Gerusalemme», 1999
- «Futuro come te», 2000
- «Così sei tu», 2000
- «L'altra faccia della luna», 2002
- «Il suono», 2005
- «Sotto l'ombrellone» (неофіційний, випущений Radio Italia), 2005
- «1950», 2006
- «Cammina cammina», 2008

## Книги
- «L'ascolteranno gli americani» (Слухають американці), Rai-Eri (2006)

## Нагороди

- Ordine al merito della Repubblica Italiana (Орден за заслуги перед Італійською республікою), Рим 2 червня 2007[4]

## Зовнішні посилання
- Офіційний сайт [Архівовано 28 лютого 2009 у Wayback Machine.](італ.)